# Acidente isquémico transitório
Um acidente ou ataque isquémico transitório (AIT) é um breve episódio de disfunção neurológica causada por uma interrupção da irrigação de sangue (isquémia) no cérebro, medula espinal ou retina, sem que haja morte de tecidos (enfarte). Os AIT têm o mesmo mecanismo subjacente dos acidentes vasculares cerebrais isquémicos. Ambos são causados por uma interrupção na irrigação sanguínea do cérebro. A definição clássica de AIT tinha por base a duração dos sintomas neurológicos. No entanto, a definição atual tem por base o tecido afetado e a imagiologia. A American Heart Association e a American Stroke Association definem AIT como um breve episódio de disfunção neurológica de causa vascular, em que os sintomas clínicos geralmente duram menos de uma hora e em que não haja evidências imagiológicas de enfarte.
Os AIT causam os mesmos sintomas associados ao AVC, como paralisia, fraqueza ou adormecimento de um dos lados do corpo. Os sintomas ocorrem no lado do corpo oposto ao hemisfério do cérebro afetado. No entanto, enquanto no AVC os sintomas geralmente persistem por mais de sete dias, no AIT os sintomas geralmente desaparecem ao fim de uma hora. A ocorrência de um AIT é um fator de risco para via a desenvolver um AVC.